# Pla-Mors de Kansas City (AHA)
Les Pla-Mors de Kansas City sont une franchise professionnelle de hockey sur glace ayant évolué dans l'Association américaine de hockey qui a existé de 1927 à 1933.

## Histoire
Les Pla-Mors sont créés en 1927 dans l'association américaine de hockey. Le 28 janvier 1928, ils jouent leur premier match à domicile qu'ils remportent 2-1 contre les Maroons de Winnipeg devant 4 000 spectateurs. En 1930, ils terminent à la première place de la saison régulière et remportent ensuite les séries. En 1933, ils remportent à nouveau la saison régulière et les séries.
En 1933, ils changent de nom et deviennent les Greyhounds de Kansas City.

## Statistiques
Pour les significations des abréviations, voir Statistiques du hockey sur glace.
| Saison  | PJ | V  | D  | N  | Pts | BP  | BC  | Classement |
| ------- | -- | -- | -- | -- | --- | --- | --- | ---------- |
| 1927-28 | 40 | 18 | 14 | 8  | 44  | 61  | 53  | 2e         |
| 1928-29 | 40 | 17 | 16 | 7  | 41  | 66  | 75  | 4e         |
| 1929-30 | 48 | 21 | 13 | 14 | 56  | 75  | 65  | 1er        |
| 1930-31 | 48 | 28 | 16 | 4  | 60  | 99  | 63  | 2e         |
| 1931-32 | 48 | 28 | 18 | 2  | 58  | 95  | 62  | 2e         |
| 1932-33 | 46 | 25 | 20 | 1  | 51  | 106 | 104 | 1er        |